# Старопочаївська сільська рада
Старопоча́ївська сільська́ ра́да — адміністративно-територіальна одиниця та орган місцевого самоврядування у Кременецькому районі Тернопільської області. Адміністративний центр — село Старий Почаїв.

## Загальні відомості
- Територія ради: 20,43 км²
- Населення ради: 1 565 осіб (станом на 2001 рік)

## Населені пункти
Сільській раді підпорядковані населені пункти:
- с. Старий Почаїв

## Склад ради
Рада складається з 16 депутатів та голови.
- Голова ради: Горпинюк Микола Васильович
- Секретар ради: Лисак Тамара Вікторівна

### Керівний склад попередніх скликань
| Прізвище, ім'я, по батькові | Основні відомості                                                               | Дата обрання | Дата звільнення |
| --------------------------- | ------------------------------------------------------------------------------- | ------------ | --------------- |
| Мельник Анатолій Дмитрович  | Сільський голова, 1961 року народження, безпартійний                            | 26.03.2006   | 31.10.2010      |
| Горпинюк Микола Васильович  | Сільський голова, 1965 року народження, освіта середня спеціальна, безпартійний | 31.10.2010   |                 |

Примітка: таблиця складена за даними сайту Верховної Ради України

### Депутати
За результатами місцевих виборів 2010 року депутатами ради стали:

#### За суб'єктами висування
| Суб'єкт висування | Кількість обраних депутатів | %    |
| ----------------- | --------------------------- | ---- |
| Народна партія    | 9                           | 56,3 |
| Самовисування     | 7                           | 43,8 |

#### За округами
| № округу       | Прізвище, ім'я, по батькові     | Дата визнання обраним | Освіта  | Партійна приналежність | Відомості про обраного депутата                         |
| -------------- | ------------------------------- | --------------------- | ------- | ---------------------- | ------------------------------------------------------- |
| Народна Партія |                                 |                       |         |                        |                                                         |
| 4              | Зубкевич Ольга Леонтіївна       | 03.11.2010            | середня | член Народної партії   | Старопочаївська сільська рада, спеціалістземлевпорядник |
| 5              | Лесик Анатолій Вікторович       | 03.11.2010            | середня | позапартійний          | приватне підприємство                                   |
| 7              | Дорошенко Олександр Миколайович | 03.11.2010            | середня | член Народної партії   | тимчасово не працює                                     |
| 9              | Бондар Сергій Васильович        | 03.11.2010            | середня | член Народної партії   | тимчасово не працює                                     |
| 10             | Іващук Ростислав Кирилович      | 03.11.2010            | середня | член Народної партії   | ВАТ «Кременецьгаз», водій                               |
| 11             | Дикун Надія Іванівна            | 03.11.2010            | вища    | член Народної партії   | пенсіонер                                               |
| 13             | Стояновська Валентина Дмитрівна | 03.11.2010            | вища    | член Народної партії   | тимчасово не працює                                     |
| 14             | Молінський Василь Іванович      | 03.11.2010            | вища    | член Народної партії   | пенсіонер                                               |
| 15             | Грушицький Віталій Анатолійович | 03.11.2010            | середня | позапартійний          | тимчасово не працює                                     |
| Самовисування  |                                 |                       |         |                        |                                                         |
| 1              | Лисак Тамара Вікторівна         | 03.11.2010            | вища    | позапартійна           | Старопочаївська сільська рада, секретар                 |
| 2              | Галайчук Зінаїда Арсенівна      | 03.11.2010            | вища    | позапартійна           | Старопочаївська сільська бібліотека, зав. бібліотекою   |
| 3              | Козак Галина Петрівна           | 03.11.2010            | вища    | позапартійна           | Дитячий садок м. Почаїв, психолог                       |
| 6              | Галайчук Віктор Степанович      | 03.11.2010            | вища    | позапартійний          | Клуб с. Ст. Почаїв, зав. клубом                         |
| 8              | Іващук Степан Іванович          | 03.11.2010            | середня | позапартійний          | тимчасово не працює                                     |
| 12             | Жилюк Іван Васильович           | 03.11.2010            | вища    | член Єдиного Центру    | ВПУ-21 м. Почаїв, головний бухгалтер                    |
| 16             | Струсь Володимир Леонідович     | 03.11.2010            | вища    | позапартійний          | тимчасово не працює                                     |